# Delia piliseritibia
Delia piliseritibia är en tvåvingeart som beskrevs av Fan och Zheng 1993. Delia piliseritibia ingår i släktet Delia och familjen blomsterflugor.
Artens utbredningsområde är Sichuan (Kina). Inga underarter finns listade i Catalogue of Life.